# Olympiastadion Antwerpen
Das Olympiastadion Antwerpen (französisch Stade olympique d'Anvers, niederländisch Olympisch Stadion Antwerpen) ist ein Fußballstadion im Stadtteil Kiel der belgischen Stadt Antwerpen, Region Flandern. Es war das Hauptstadion bei den Olympischen Sommerspielen des Jahres 1920 und hatte zu dieser Zeit eine Kapazität von 40.000 Zuschauern.

## Geschichte
Die Anlage war damals Schauplatz der Eröffnungs- und der Schlussfeier, und der Wettbewerbe in der Leichtathletik, im Fußball, Gewichtheben, Hockey, Moderner Fünfkampf, Reiten, Rugby, Tauziehen und Turnen.

## Das Stadion heute
Mit den Jahren wurde die weitläufige Sportstätte durch mehrere Umbauten zu einem reinen Fußballstadion umgewandelt. Es liegt mitten in einem Wohngebiet im Südwesten der Stadt. Der Fußballverein Beerschot AC trug hier seine Heimspiele aus. Es ist auch unter den Namen Kielstadion oder Beerschot-Stadion bekannt. Die heutige Zuschauerkapazität beträgt bei Ligaspielen bei 12.771 Plätze, bei internationalen Spielen sind 12.206 Zuschauer zugelassen. 2001/02 gab es die letzten größeren Arbeiten am Stadion, als man auf den Tribünen die Steh- in Sitzplätze umbaute. Dadurch sank das Fassungsvermögen um 2.000 Personen.
Nach der Insolvenz von Beerschot AC 2013 wurde durch eine Fusion unterklassiger Vereine der KFCO Beerschot Wilrijk (Koninklijke Football Club Olympia Beerschot Wilrijk) gegründet, der seitdem im Olympiastadion spielt. Dieser Verein änderte seinen Namen 2019 in K Beerschot VA. Bei seiner Gründung spielte der Verein in der ersten Provinzklasse. Nachdem er jedes Jahr aufstieg, erreichte er in der Saison 2017/18 die Division 1B. Nach einem weiteren Aufstieg spielte er ab der Saison 2020/21 in der Division 1A. Zur Saison 2022/23 stieg er wieder in die Division 1B ab und stieg zur Saison 2024/25 wieder in die Division 1A auf.[veraltet]

## Galerie

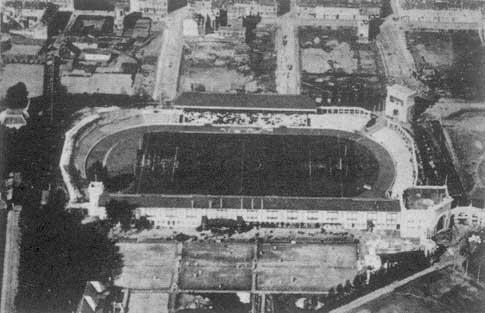
Luftbild des Stadions (1920)
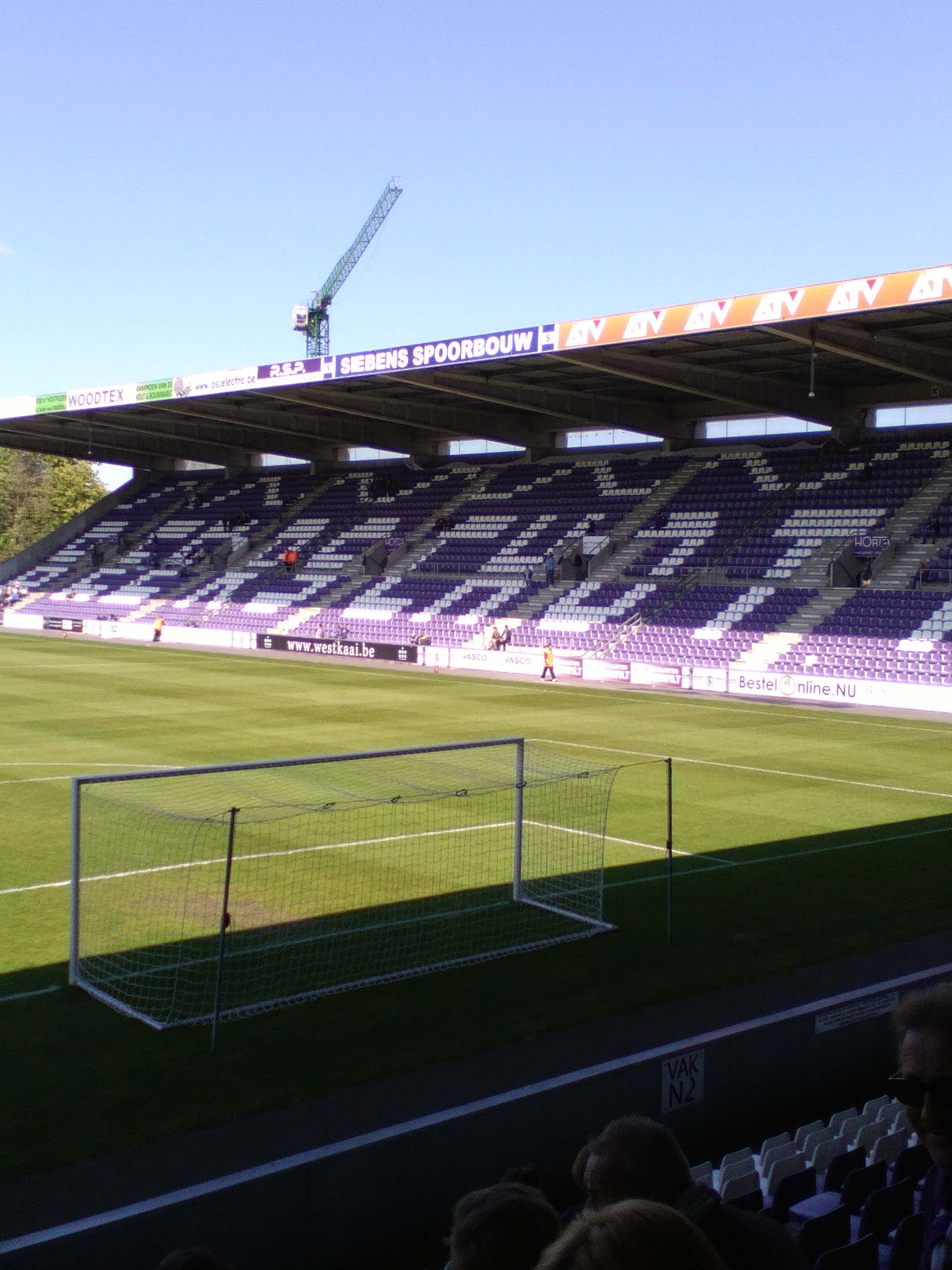
Tribüne des Stadions (2016)